# 曲唇兰
曲唇兰（学名：Panisea tricallosa）为兰科曲唇兰属下的一个种。

## 扩展阅读
- 維基物種上的相關：曲唇兰